# Liste des ministres français de la Culture et de la Communication
Pour un article plus général, voir Ministère de la Culture (France).
Cet article présente la liste des ministres de la Culture et la liste des ministres de la Communication. Les deux attributions sont liées ensemble entre 1997 et 2017.
L'actuelle ministre de la Culture est Rachida Dati en fonction depuis le 11 janvier 2024.

## Liste des ministres français de la Culture
Ce tableau dresse la liste chronologique des ministres français chargés de la culture. Les ministres délégués ou secrétaires d'État ayant des fonctions non relatives à la culture apparaissent en italique.
| Ministre                                                                           | Ministre                        | Ministre                        | Intitulé                                                                    | Parti                           | Début                           | Fin                             | Gouvernements                   |                                 |                                 |
| Présidence de Charles de Gaulle                                                    | Présidence de Charles de Gaulle | Présidence de Charles de Gaulle | Présidence de Charles de Gaulle                                             | Présidence de Charles de Gaulle | Présidence de Charles de Gaulle | Présidence de Charles de Gaulle | Présidence de Charles de Gaulle | Présidence de Charles de Gaulle | Présidence de Charles de Gaulle |
| ---------------------------------------------------------------------------------- | ------------------------------- | ------------------------------- | --------------------------------------------------------------------------- | ------------------------------- | ------------------------------- | ------------------------------- | ------------------------------- | ------------------------------- | ------------------------------- |
|                                                                                    |                                 | André Malraux                   | Ministre d'État                                                             | UNR, UNR-UDT, UDR               | 8 janvier 1959                  | 22 juillet 1959                 | Debré                           |                                 |                                 |
| Ministre d'État chargé des Affaires culturelles                                    | 22 juillet 1959                 | André Malraux                   | 14 avril 1962                                                               | UNR, UNR-UDT, UDR               |                                 |                                 | Debré                           |                                 |                                 |
| Ministre d'État chargé des Affaires culturelles                                    | 15 avril 1962                   | André Malraux                   | 28 novembre 1962                                                            | UNR, UNR-UDT, UDR               | Pompidou 1                      |                                 |                                 |                                 |                                 |
| Ministre d'État chargé des Affaires culturelles                                    | 6 décembre 1962                 | André Malraux                   | 8 janvier 1966                                                              | UNR, UNR-UDT, UDR               | Pompidou 2                      |                                 |                                 |                                 |                                 |
| Ministre d'État chargé des Affaires culturelles                                    | 8 janvier 1966                  | André Malraux                   | 1er avril 1967                                                              | UNR, UNR-UDT, UDR               | Pompidou 3                      |                                 |                                 |                                 |                                 |
| Ministre d'État chargé des Affaires culturelles                                    | 7 avril 1967                    | André Malraux                   | 10 juillet 1968                                                             | UNR, UNR-UDT, UDR               | Pompidou 4                      |                                 |                                 |                                 |                                 |
| Ministre d'État chargé des Affaires culturelles                                    | 12 juillet 1968                 | André Malraux                   | 20 juin 1969                                                                | UNR, UNR-UDT, UDR               | Couve de Murville               |                                 |                                 |                                 |                                 |
| Présidence de Georges Pompidou                                                     |                                 |                                 |                                                                             |                                 |                                 |                                 |                                 |                                 |                                 |
|                                                                                    |                                 | Edmond Michelet †               | Ministre d'État chargé des Affaires culturelles                             | UDR                             | 22 juin 1969                    | 9 octobre 1970                  | Chaban-Delmas                   |                                 |                                 |
|                                                                                    |                                 | Jacques Duhamel                 | Ministre des Affaires culturelles                                           | CDP                             | 7 janvier 1971                  | 5 juillet 1972                  | Chaban-Delmas                   |                                 |                                 |
| 6 juillet 1972                                                                     | 28 mars 1973                    | Jacques Duhamel                 | Ministre des Affaires culturelles                                           | CDP                             | Messmer 1                       |                                 |                                 |                                 |                                 |
|                                                                                    |                                 | Maurice Druon                   | Ministre des Affaires culturelles                                           | UDR                             | 5 avril 1973                    | 27 février 1974                 | Messmer 2                       |                                 |                                 |
|                                                                                    |                                 | Alain Peyrefitte                | Ministre des Affaires culturelles et de l'Environnement                     | UDR                             | 1er mars 1974                   | 27 mai 1974                     | Messmer 3                       |                                 |                                 |
| Présidence de Valéry Giscard d'Estaing                                             |                                 |                                 |                                                                             |                                 |                                 |                                 |                                 |                                 |                                 |
| Aucun titulaire                                                                    | Aucun titulaire                 | Aucun titulaire                 | Aucun titulaire                                                             | Aucun titulaire                 | 28 mai 1974                     | 8 juin 1974                     | Chirac 1                        |                                 |                                 |
|                                                                                    |                                 | Michel Guy                      | Secrétaire d'État à la Culture auprès du Premier ministre                   | DVD                             | 8 juin 1974                     | 25 août 1976                    | Chirac 1                        |                                 |                                 |
|                                                                                    |                                 | Françoise Giroud                | Secrétaire d'État à la Culture auprès du Premier ministre                   | PRV                             | 27 août 1976                    | 29 mars 1977                    | Barre 1                         |                                 |                                 |
|                                                                                    |                                 | Michel d'Ornano                 | Ministre de la Culture et de l'Environnement                                | UDF-PR                          | 30 mars 1977                    | 31 mars 1978                    | Barre 2                         |                                 |                                 |
|                                                                                    |                                 | Jean-Philippe Lecat             | Ministre de la Culture et de la Communication                               | RPR                             | 5 avril 1978                    | 4 mars 1981                     | Barre 3                         |                                 |                                 |
| Présidence de François Mitterrand                                                  |                                 |                                 |                                                                             |                                 |                                 |                                 |                                 |                                 |                                 |
|                                                                                    |                                 | Jack Lang                       | Ministre de la Culture                                                      | PS                              | 22 mai 1981                     | 22 juin 1981                    | Mauroy 1                        |                                 |                                 |
| 23 juin 1981                                                                       | 22 mars 1983                    | Jack Lang                       | Ministre de la Culture                                                      | PS                              | Mauroy 2                        |                                 |                                 |                                 |                                 |
| Ministre délégué à la Culture                                                      | 22 mars 1983                    | Jack Lang                       | 17 juillet 1984                                                             | PS                              | Mauroy 3                        |                                 |                                 |                                 |                                 |
| Ministre délégué à la Culture                                                      | 19 juillet 1984                 | Jack Lang                       | 7 décembre 1984                                                             | PS                              | Fabius                          |                                 |                                 |                                 |                                 |
| Ministre de la Culture                                                             | 7 décembre 1984                 | Jack Lang                       | 20 mars 1986                                                                | PS                              | Fabius                          |                                 |                                 |                                 |                                 |
|                                                                                    |                                 | François Léotard                | Ministre de la Culture et de la Communication                               | UDF-PR                          | 20 mars 1986                    | 10 mai 1988                     | Chirac 2                        |                                 |                                 |
|                                                                                    |                                 | Jack Lang                       | Ministre de la Culture et de la Communication                               | PS                              | 12 mai 1988                     | 23 juin 1988                    | Rocard 1                        |                                 |                                 |
| Ministre de la Culture, de la Communication, des Grands travaux et du Bicentenaire | 28 juin 1988                    | Jack Lang                       | 15 mai 1991                                                                 | PS                              | Rocard 2                        |                                 |                                 |                                 |                                 |
| Ministre de la Culture et de la Communication, porte-parole du Gouvernement        | 16 mai 1991                     | Jack Lang                       | 2 avril 1992                                                                | PS                              | Cresson                         |                                 |                                 |                                 |                                 |
| Ministre d'État, ministre de l'Éducation nationale et de la Culture                | 2 avril 1992                    | Jack Lang                       | 29 mars 1993                                                                | PS                              | Bérégovoy                       |                                 |                                 |                                 |                                 |
|                                                                                    |                                 | Jacques Toubon                  | Ministre de la Culture et de la Francophonie                                | RPR                             | 30 mars 1993                    | 11 mai 1995                     | Balladur                        |                                 |                                 |
| Présidence de Jacques Chirac                                                       |                                 |                                 |                                                                             |                                 |                                 |                                 |                                 |                                 |                                 |
|                                                                                    |                                 | Philippe Douste-Blazy           | Ministre de la Culture                                                      | UDF-CDS, UDF-FD                 | 18 mai 1995                     | 7 novembre 1995                 | Juppé 1                         |                                 |                                 |
| 7 novembre 1995                                                                    | 2 juin 1997                     | Philippe Douste-Blazy           | Ministre de la Culture                                                      | UDF-CDS, UDF-FD                 | Juppé 2                         |                                 |                                 |                                 |                                 |
|                                                                                    |                                 | Catherine Trautmann             | Ministre de la Culture et de la Communication, porte-parole du Gouvernement | PS                              | 4 juin 1997                     | 27 mars 2000                    | Jospin                          |                                 |                                 |
|                                                                                    |                                 | Catherine Tasca                 | Ministre de la Culture et de la Communication                               | PS                              | 27 mars 2000                    | 6 mai 2002                      | Jospin                          |                                 |                                 |
|                                                                                    |                                 | Jean-Jacques Aillagon           | Ministre de la Culture et de la Communication                               | RPR, UMP                        | 7 mai 2002                      | 17 juin 2002                    | Raffarin 1                      |                                 |                                 |
| 17 juin 2002                                                                       | 30 mars 2004                    | Jean-Jacques Aillagon           | Ministre de la Culture et de la Communication                               | RPR, UMP                        | Raffarin 2                      |                                 |                                 |                                 |                                 |
|                                                                                    |                                 | Renaud Donnedieu de Vabres      | Ministre de la Culture et de la Communication                               | UMP                             | 31 mars 2004                    | 31 mai 2005                     | Raffarin 3                      |                                 |                                 |
| 2 juin 2005                                                                        | 15 mai 2007                     | Renaud Donnedieu de Vabres      | Ministre de la Culture et de la Communication                               | UMP                             | Villepin                        |                                 |                                 |                                 |                                 |
| Présidence de Nicolas Sarkozy                                                      |                                 |                                 |                                                                             |                                 |                                 |                                 |                                 |                                 |                                 |
|                                                                                    |                                 | Christine Albanel               | Ministre de la Culture et de la Communication                               | UMP                             | 18 mai 2007                     | 18 juin 2007                    | Fillon 1                        |                                 |                                 |
| 19 juin 2007                                                                       | 23 juin 2009                    | Christine Albanel               | Ministre de la Culture et de la Communication                               | UMP                             | Fillon 2                        |                                 |                                 |                                 |                                 |
|                                                                                    |                                 | Frédéric Mitterrand             | Ministre de la Culture et de la Communication                               | DVG                             | Fillon 2                        | 23 juin 2009                    | 13 novembre 2010                |                                 |                                 |
| 14 novembre 2010                                                                   | 10 mai 2012                     | Frédéric Mitterrand             | Ministre de la Culture et de la Communication                               | DVG                             | Fillon 3                        |                                 |                                 |                                 |                                 |
| Présidence de François Hollande                                                    |                                 |                                 |                                                                             |                                 |                                 |                                 |                                 |                                 |                                 |
|                                                                                    |                                 | Aurélie Filippetti              | Ministre de la Culture et de la Communication                               | PS                              | 16 mai 2012                     | 18 juin 2012                    | Ayrault 1                       |                                 |                                 |
| 21 juin 2012                                                                       | 31 mars 2014                    | Aurélie Filippetti              | Ministre de la Culture et de la Communication                               | PS                              | Ayrault 2                       |                                 |                                 |                                 |                                 |
| 2 avril 2014                                                                       | 25 août 2014                    | Aurélie Filippetti              | Ministre de la Culture et de la Communication                               | PS                              | Valls 1                         |                                 |                                 |                                 |                                 |
|                                                                                    |                                 | Fleur Pellerin                  | Ministre de la Culture et de la Communication                               | PS                              | 26 août 2014                    | 11 février 2016                 | Valls 2                         |                                 |                                 |
|                                                                                    |                                 | Audrey Azoulay                  | Ministre de la Culture et de la Communication                               | DVG                             | 11 février 2016                 | 6 décembre 2016                 | Valls 2                         |                                 |                                 |
| 6 décembre 2016                                                                    | 10 mai 2017                     | Audrey Azoulay                  | Ministre de la Culture et de la Communication                               | DVG                             | Cazeneuve                       |                                 |                                 |                                 |                                 |
| Présidence d'Emmanuel Macron                                                       |                                 |                                 |                                                                             |                                 |                                 |                                 |                                 |                                 |                                 |
|                                                                                    |                                 | Françoise Nyssen                | Ministre de la Culture                                                      | DVG                             | 17 mai 2017                     | 19 juin 2017                    | Philippe 1                      |                                 |                                 |
| 19 juin 2017                                                                       | 16 octobre 2018                 | Françoise Nyssen                | Ministre de la Culture                                                      | DVG                             | Philippe 2                      |                                 |                                 |                                 |                                 |
|                                                                                    |                                 | Franck Riester                  | Ministre de la Culture                                                      | Agir                            | Philippe 2                      | 16 octobre 2018                 | 6 juillet 2020                  |                                 |                                 |
|                                                                                    |                                 | Roselyne Bachelot               | Ministre de la Culture                                                      | DVD                             | 6 juillet 2020                  | 20 mai 2022                     | Castex                          |                                 |                                 |
|                                                                                    |                                 | Rima Abdul Malak                | Ministre de la Culture                                                      | DVG                             | 20 mai 2022                     | 11 janvier 2024                 | Borne                           |                                 |                                 |
|                                                                                    |                                 | Rachida Dati                    | Ministre de la Culture                                                      | DVD, LR                         | 11 janvier 2024                 | En cours                        | Attal Barnier Bayrou            |                                 |                                 |

## Liste des ministres français de la Communication
Le tableau ci-dessous liste les personnalités membres du gouvernement français titulaires du poste responsable des questions de la communication et des médias. Depuis 1986, et à l'exception de la période 1993-1995, le ministère de la Culture a toujours été également chargé de la Communication, c'est-à-dire de la politique du gouvernement en direction des médias (presse, audiovisuel et, pour partie, internet). Pour l'exercice de ces attributions, le ministre dispose de la Direction générale des Médias et des Industries culturelles, qui a succédé à la Direction du développement des médias (DDM) et au Service juridique et technique de l'information et de la communication (SJTIC).
| Ministre ou Secrétaire d'État | Intitulé                                                                                | Gouvernement                          | Début             | Fin              | Ministre de tutelle | Intitulé du ministre de tutelle                                                    |
| Cinquième République          |                                                                                         |                                       |                   |                  |                     |                                                                                    |
| Audrey Azoulay                | Ministre de la Culture et de la Communication                                           | Valls 2, Cazeneuve                    | 11 février 2016   | 10 mai 2017      | plein exercice      | plein exercice                                                                     |
| Fleur Pellerin                | Ministre de la Culture et de la Communication                                           | Valls 2                               | 26 août 2014      | 11 février 2016  | plein exercice      | plein exercice                                                                     |
| Aurélie Filippetti            | Ministre de la Culture et de la Communication                                           | Ayrault 1 et 2, Valls 1               | 16 mai 2012       | 25 août 2014     | plein exercice      | plein exercice                                                                     |
| Frédéric Mitterrand           | Ministre de la Culture et de la Communication                                           | Fillon 2 et 3                         | 23 juin 2009      | 16 mai 2012      | plein exercice      | plein exercice                                                                     |
| Christine Albanel             | Ministre de la Culture et de la Communication                                           | Fillon 2 et 3                         | 19 juin 2007      | 23 juin 2009     | plein exercice      | plein exercice                                                                     |
| Christine Albanel             | Ministre de la Culture et de la Communication, porte-parole du Gouvernement             | Fillon 1                              | 18 mai 2007       | 18 juin 2007     | plein exercice      | plein exercice                                                                     |
| Renaud Donnedieu de Vabres    | Ministre de la Culture et de la Communication                                           | Raffarin 3                            | 31 mars 2004      | 31 mai 2005      | plein exercice      | plein exercice                                                                     |
| Jean-Jacques Aillagon         | Ministre de la Culture et de la Communication                                           | Raffarin 1 et 2                       | 7 mai 2002        | 30 mars 2004     | plein exercice      | plein exercice                                                                     |
| Catherine Tasca               | Ministre de la Culture et de la Communication                                           | Jospin                                | 27 mars 2000      | 6 mai 2002       | plein exercice      | plein exercice                                                                     |
| Catherine Trautmann           | Ministre de la Culture et de la Communication                                           | Jospin                                | 30 mars 1998      | 27 mars 2000     | plein exercice      | plein exercice                                                                     |
| Catherine Trautmann           | Ministre de la Culture et de la Communication, porte-parole du Gouvernement             | Jospin                                | 4 juin 1997       | 30 mars 1998     | plein exercice      | plein exercice                                                                     |
| Philippe Douste-Blazy         | Ministre de la Culture                                                                  | Juppé 1 et 2                          | 18 mai 1995       | 4 juin 1997      | plein exercice      | plein exercice                                                                     |
| Nicolas Sarkozy               | Ministre du Budget et chargé des fonctions de ministre de la Communication              | Balladur                              | 19 janvier 1995   | 18 mai 1995      | plein exercice      | plein exercice                                                                     |
| Nicolas Sarkozy               | Ministre de la Communication (par intérim)                                              | Balladur                              | 19 juillet 1994   | 19 janvier 1995  | plein exercice      | plein exercice                                                                     |
| Alain Carignon                | Ministre de la Communication                                                            | Balladur                              | 30 mars 1993      | 19 juillet 1994  | plein exercice      | plein exercice                                                                     |
| Jean-Noël Jeanneney           | Secrétaire d’État chargé de la Communication                                            | Bérégovoy                             | 4 avril 1992      | 30 mars 1993     | Jack Lang           | Ministre d’État, ministre de l'Éducation nationale et de la Culture                |
| Georges Kiejman               | Ministre délégué chargé de la Communication                                             | Cresson                               | 16 mai 1991       | 4 avril 1992     | Jack Lang           | Ministre de la culture et de la communication, porte-parole du Gouvernement        |
| Catherine Tasca               | Ministre déléguée chargée de la Communication                                           | Rocard 2                              | 28 juin 1988      | 16 mai 1991      | Jack Lang           | Ministre de la Culture, de la Communication, des Grands Travaux et du Bicentenaire |
| Catherine Tasca               | Ministre déléguée chargée de la Communication                                           | Rocard 1                              | 12 mai 1988       | 28 juin 1988     | Jack Lang           | Ministre de la culture et de la Communication                                      |
| André Santini                 | Ministre délégué chargé de la Communication                                             | Chirac 2                              | 28 septembre 1987 | 12 mai 1988      | François Léotard    | Ministre de la Culture et de la Communication                                      |
| Philippe de Villiers          | Secrétaire d’État auprès du ministre de la Culture et de la Communication               | Chirac 2                              | 20 mars 1986      | 25 juin 1987     | François Léotard    | Ministre de la Culture et de la Communication                                      |
| Georges Fillioud              | Secrétaire d’État auprès du Premier ministre, chargé des Techniques de la communication | Fabius                                | 23 juillet 1984   | 12 mars 1986     | Laurent Fabius      | Premier Ministre                                                                   |
| Georges Fillioud              | Secrétaire d’État auprès du Premier ministre, chargé des Techniques de la communication | Mauroy 3                              | 24 mars 1983      | 23 juillet 1984  | Pierre Mauroy       | Premier Ministre                                                                   |
| Georges Fillioud              | Ministre de la Communication                                                            | Mauroy 1 et 2                         | 22 mai 1981       | 22 mars 1983     | plein exercice      | plein exercice                                                                     |
| Michel d'Ornano               | Ministre de l'Environnement et du Cadre de vie, ministre de la Culture                  | Barre 3                               | 4 mars 1981       | 22 mai 1981      | plein exercice      | plein exercice                                                                     |
| Jean-Philippe Lecat           | Ministre de la Culture et de la Communication                                           | Barre 3                               | 5 avril 1978      | 4 mars 1981      | plein exercice      | plein exercice                                                                     |
| Seconde Guerre mondiale       |                                                                                         |                                       |                   |                  |                     |                                                                                    |
| Jean Berthelot                | Secrétaire d’État aux Communications                                                    | Laval V, Flandin II, Darlan (à Vichy) | 7 septembre 1940  | avril 1942       |                     |                                                                                    |
| François Piétri               | Ministre secrétaire d’État aux Communications                                           | Pierre Laval (5) (à Vichy)            | 12 juillet 1940   | 6 septembre 1940 |                     |                                                                                    |